# FFH-Gebiet Hasenmoor
In der Region wird das FFH-Gebiet Hasenmoor das Königsmoor genannt. Das Hasenmoor ist ein ehemals großräumiges Hochmoor in der Holsteinischen Vorgeest, das in Folge industriellem Torfabbau und nachfolgender Renaturierung heute anteilig Übergangsmoorcharakter hat.

## Beschreibung
Naturräumlich ist das Gebiet dem Naturraum Holsteinische Vorgeest, innerhalb der atlantischen biogeographischen Region zuzuordnen. Die Holsteinische Vorgeest stellt eine zwischen den Moränengebieten des Holsteinischen Hügellandes und der Hohen Geest gelegene, leicht nach Westen geneigte Sanderlandschaft dar. Die glazifluvialen Kiese und Sande wurden von den Schmelzwässern der weichsel-kaltzeitlichen Gletscher abgelagert und sind typisch für den Mittelrücken Schleswig-Holsteins. Beim Hasenmoor handelt es sich um den Rest eines ursprünglich 600 ha großen Regenwasserhochmoores der Holsteinischen Vorgeest, das über Holmau und Osterau in die Stör entwässert. Über dem Sanderuntergrund hat sich ein Hochmoorkomplex mit Torfmächtigkeiten von durchschnittlich 4 m gebildet. Das Hasenmoor bildete noch im vorigen Jahrhundert mit dem Stellbrook-, Langloher-, Holmer- und Halloher Moor eine mit Heiden ergänzte landschaftliche Einheit.
Hinsichtlich der Abtorfung lässt sich das Hasenmoor in einen südwestlichen und einen nordöstlichen Teil untergliedern. Während im Südwesten der Torf für den Eigenbedarf im Handtorfstichverfahren abgebaut wurde, ist der Nordosten durch einen industriellen Abbau geprägt, der bis in die 1970er Jahre stattfand.
Weit verbreitet sind im Hasenmoor Pfeifengras-Degenerationsstadien und Birken-Stadien der Hochmoordegeneration. Diese sind jedoch sehr unterschiedlich ausgeprägt. Gemeinsam ist allen Flächen die Prägung durch Pfeifengras (Molinia caerulea) und Moor-Birke (Betula pubescens), teilweise sind kaum noch hochmoortypische Pflanzenarten nachzuweisen, dagegen Mineralisierungs- und Ruderalzeiger wie z. B. Brombeeren (Rubus fruticosus agg.), Adlerfarn (Pteridium aquilinum), Acker- und Sumpf-Kratzdistel (Cirsium arvense und Cirsium palustre) oder Große Brennnessel (Urtica dioica). Zu den Moorzeigern zählen Scheidiges und Schmalblättriges Wollgras (Eriophorum vaginatum und Eriophorum angustifolium), Glockenheide (Erica tetralix) und Besenheide (Calluna vulgaris) sowie verschiedene Torfmoosarten (Sphagnum spp.).

## Geschichte
Nach dem Ersten Weltkrieg wurde 1919 die Trockenlegung des Königsmoores eingeleitet um Torf als Ersatz-Brennmaterial für das Elektrizitätswerk Neumünster abzubauen, da Koks und Kohle als Reparationszahlungen an die Alliierten abgegeben werden mussten. Der Brenntorf wurde über eine etwa neu Kilometer lange Torfbahn Großenaspe–Hasenmoor aus dem Moor gefahren und über Großenaspe nach Neumünster verladen. Bis zur Einstellung des Torfabbaus Ende der 1960er Jahre wurden hier ca. 800.000 Tonnen Brenntorf abgebaut. Seit 1976 wird das ehemalige Moor zur Renaturierung wieder bewässert und ist nach Richtlinie 92/43/EWG (Fauna-Flora-Habitat-Richtlinie) geschützt.

## Lebensraumtypen
- Renaturierungsfähige degradierte Hochmoore
- Übergangs- und Schwingrasenmoore
- Torfmoor-Schlenken mit Schnabelbinsen-Gesellschaften[2]

## Fotos

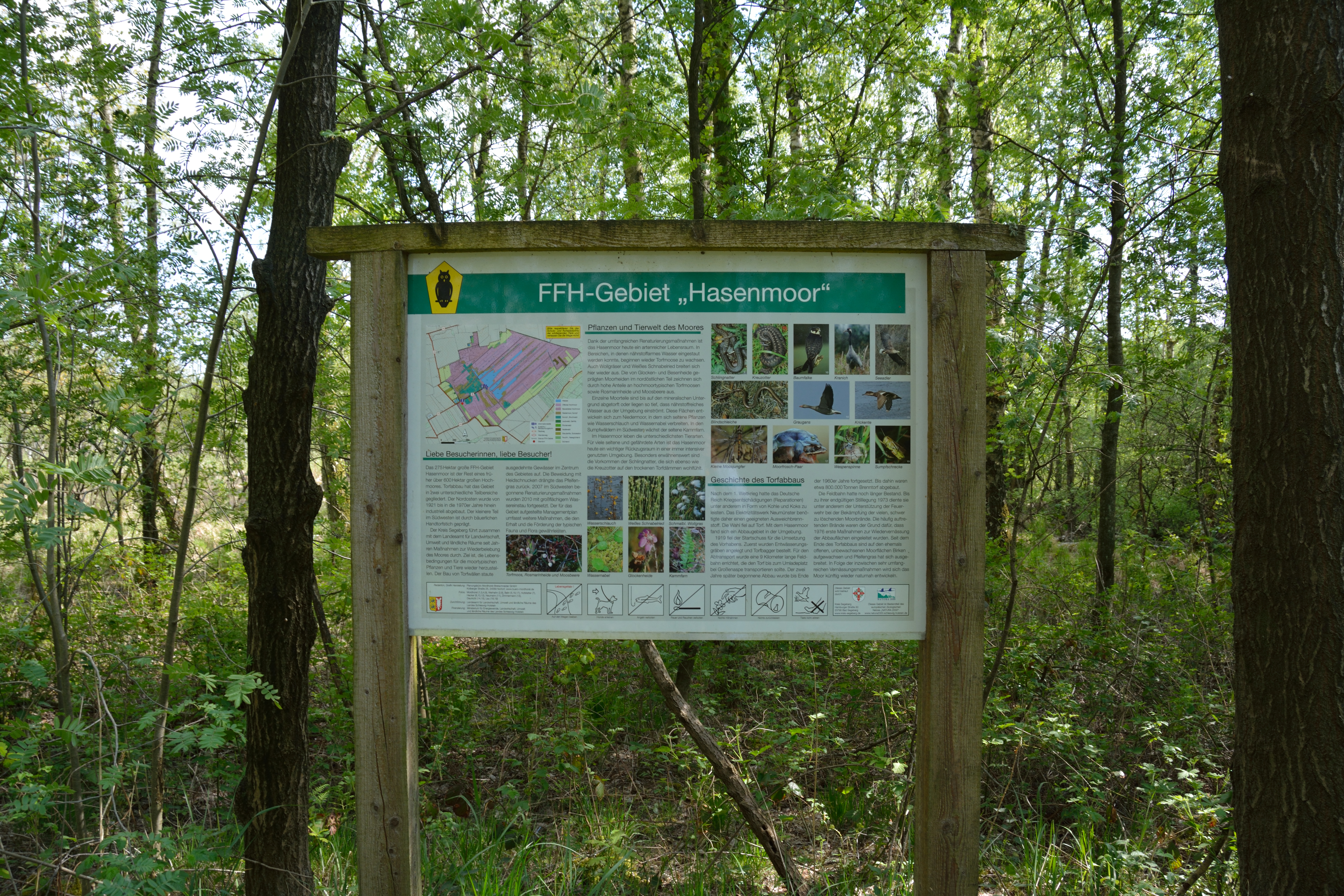
Informations-Tafel
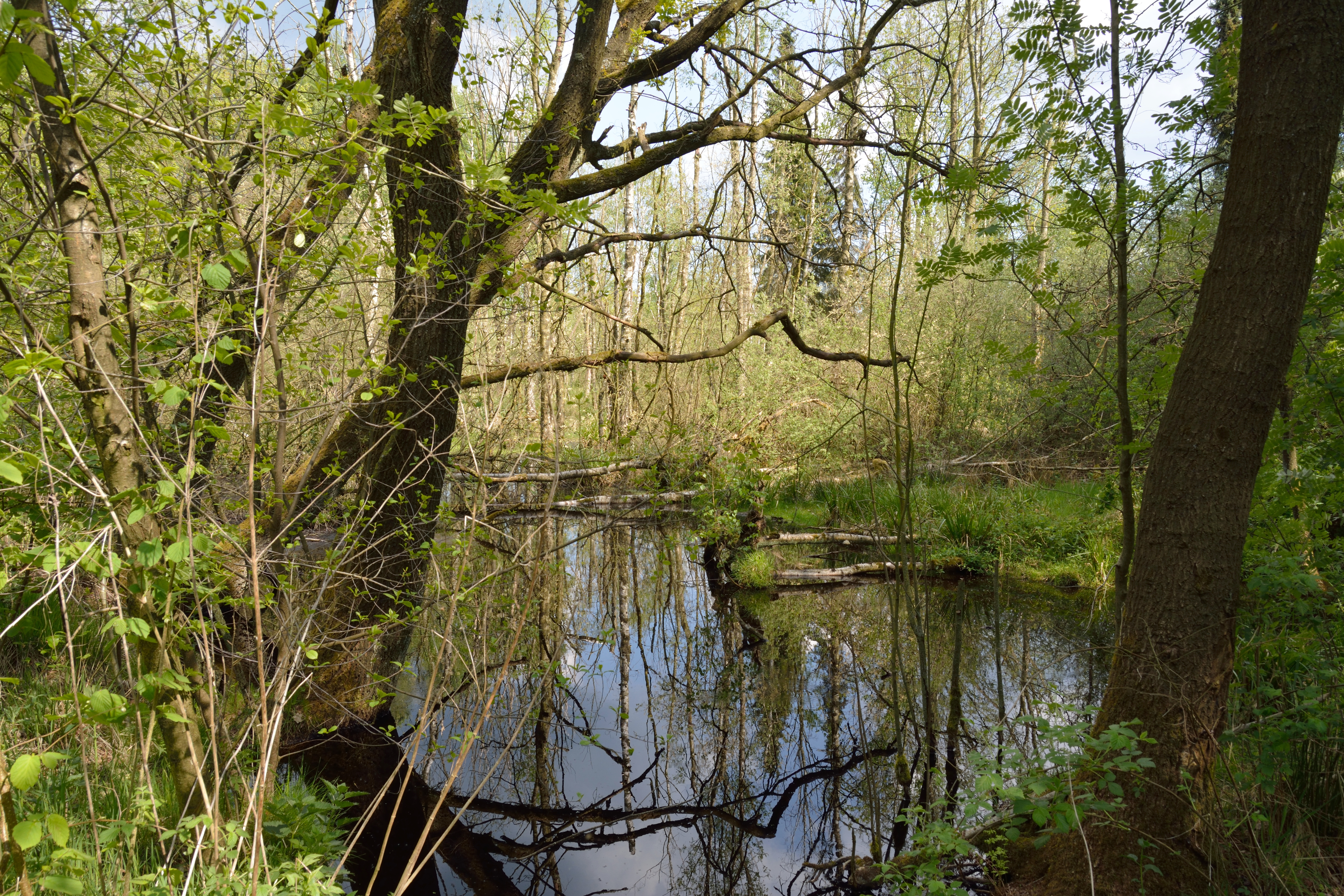
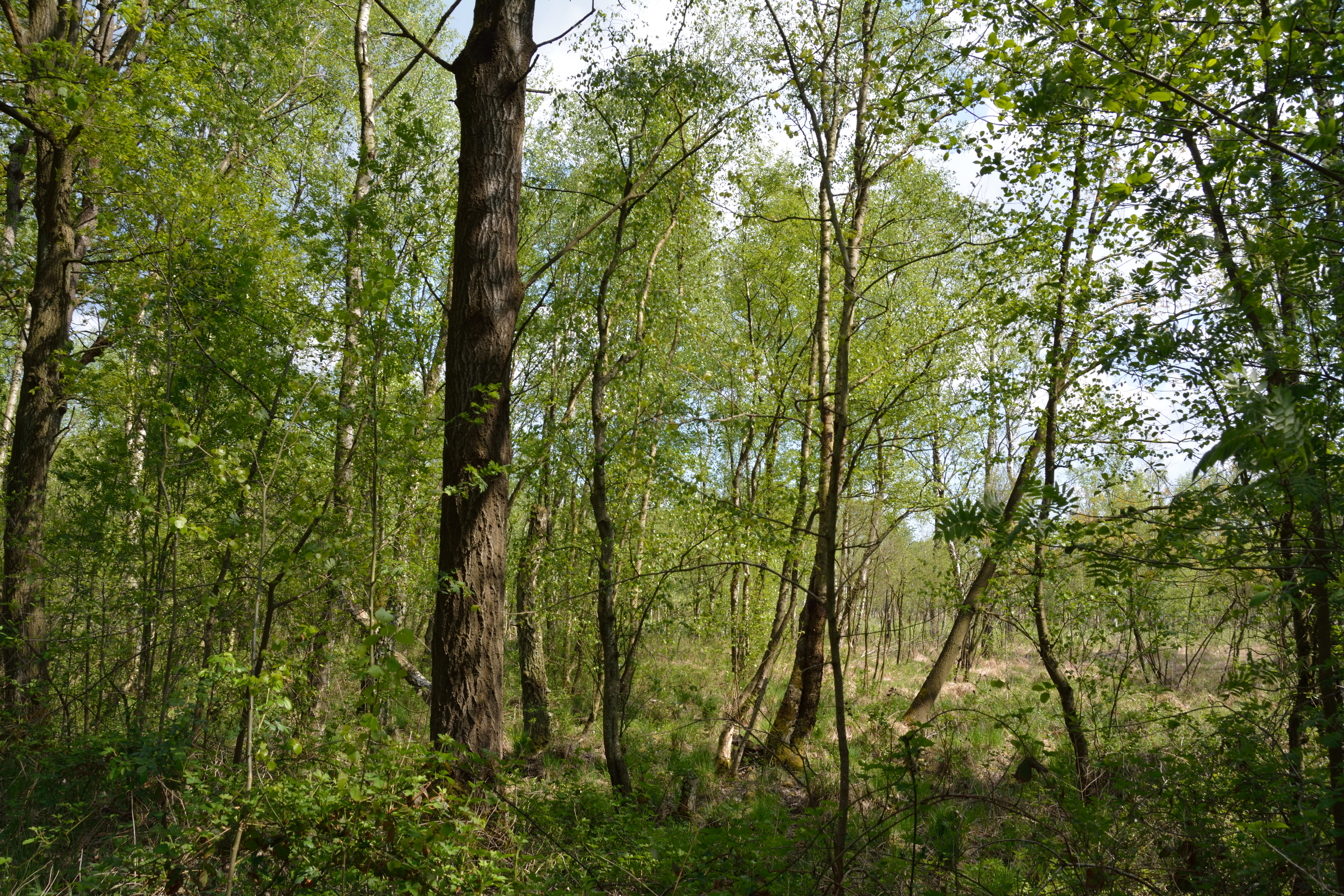
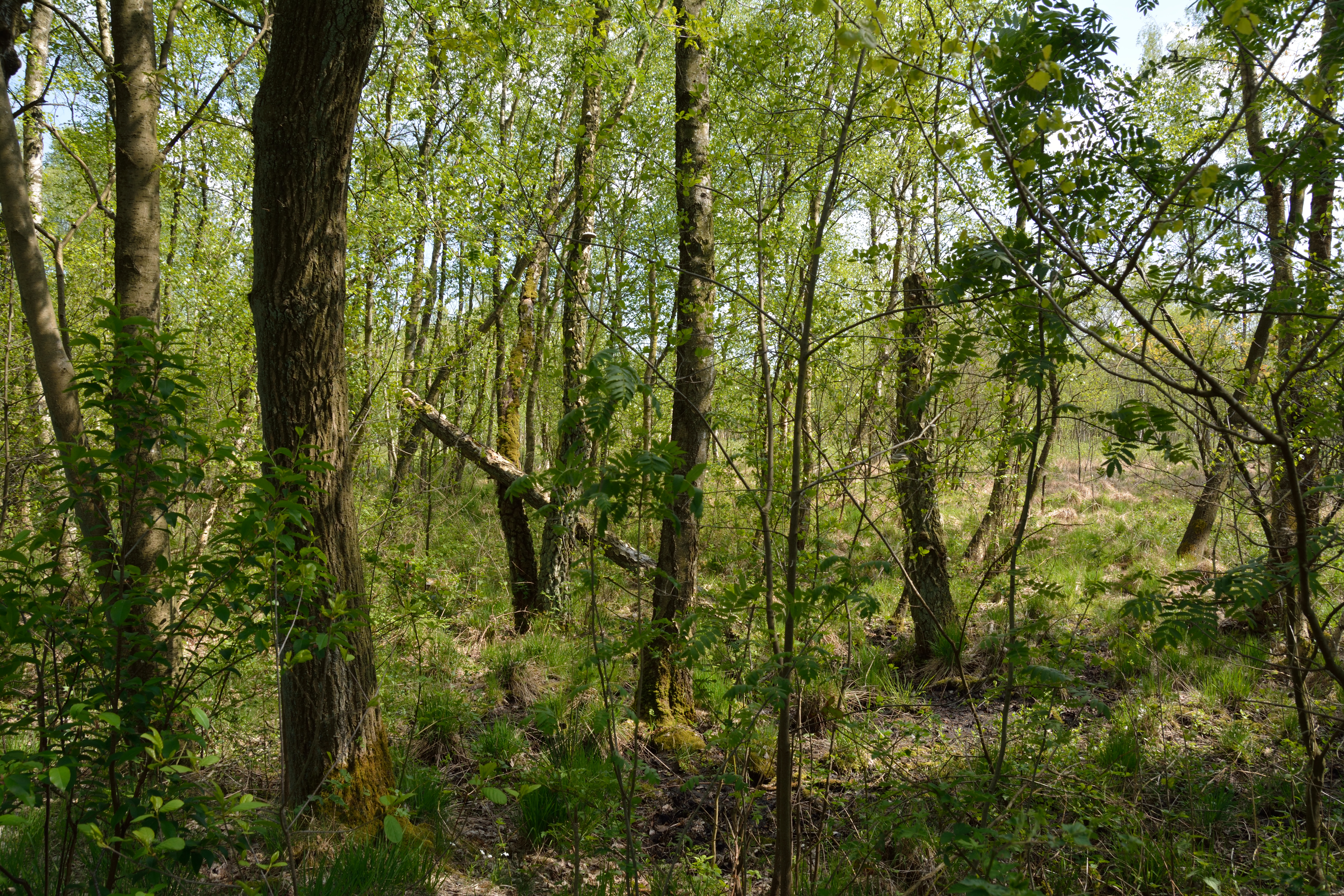
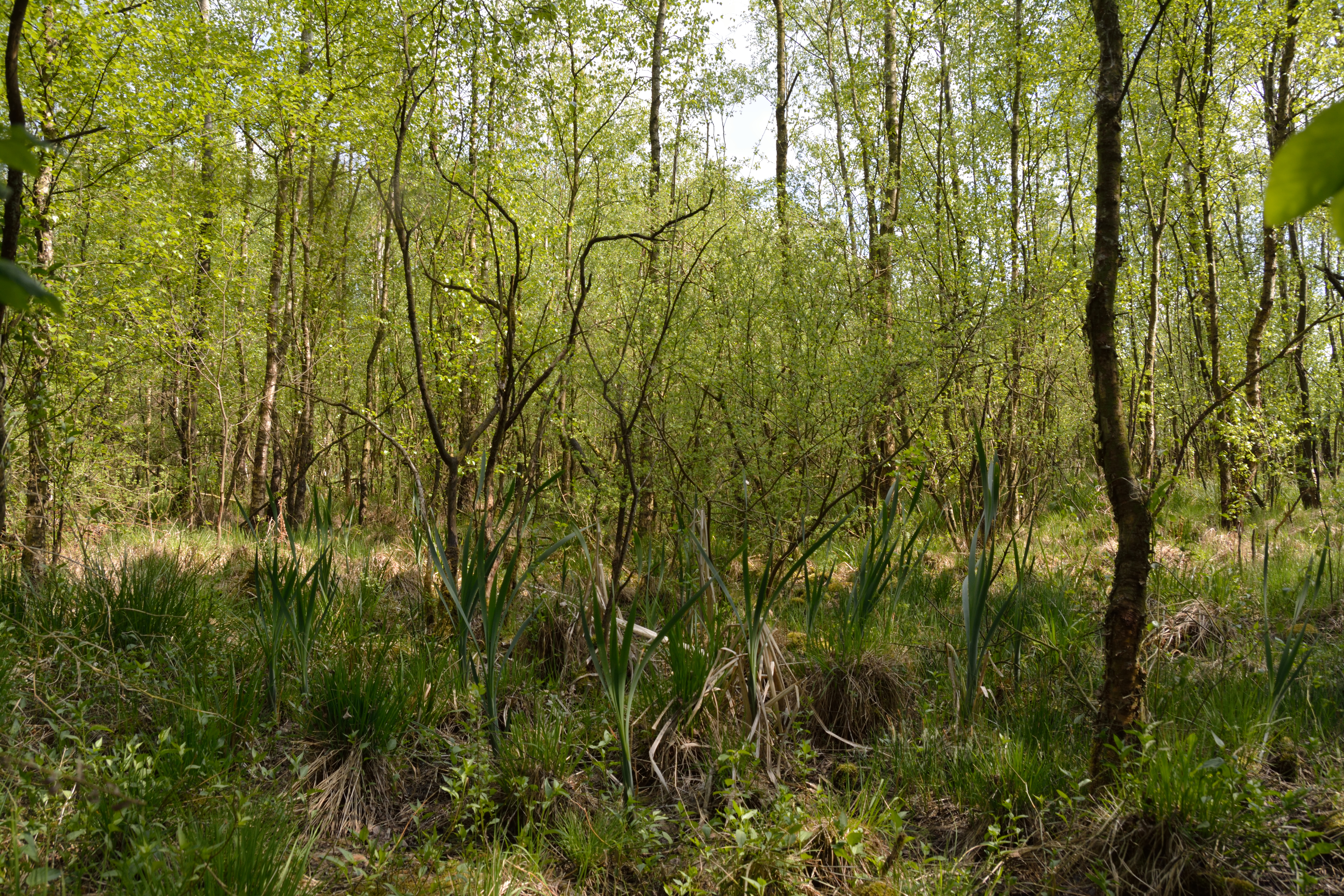
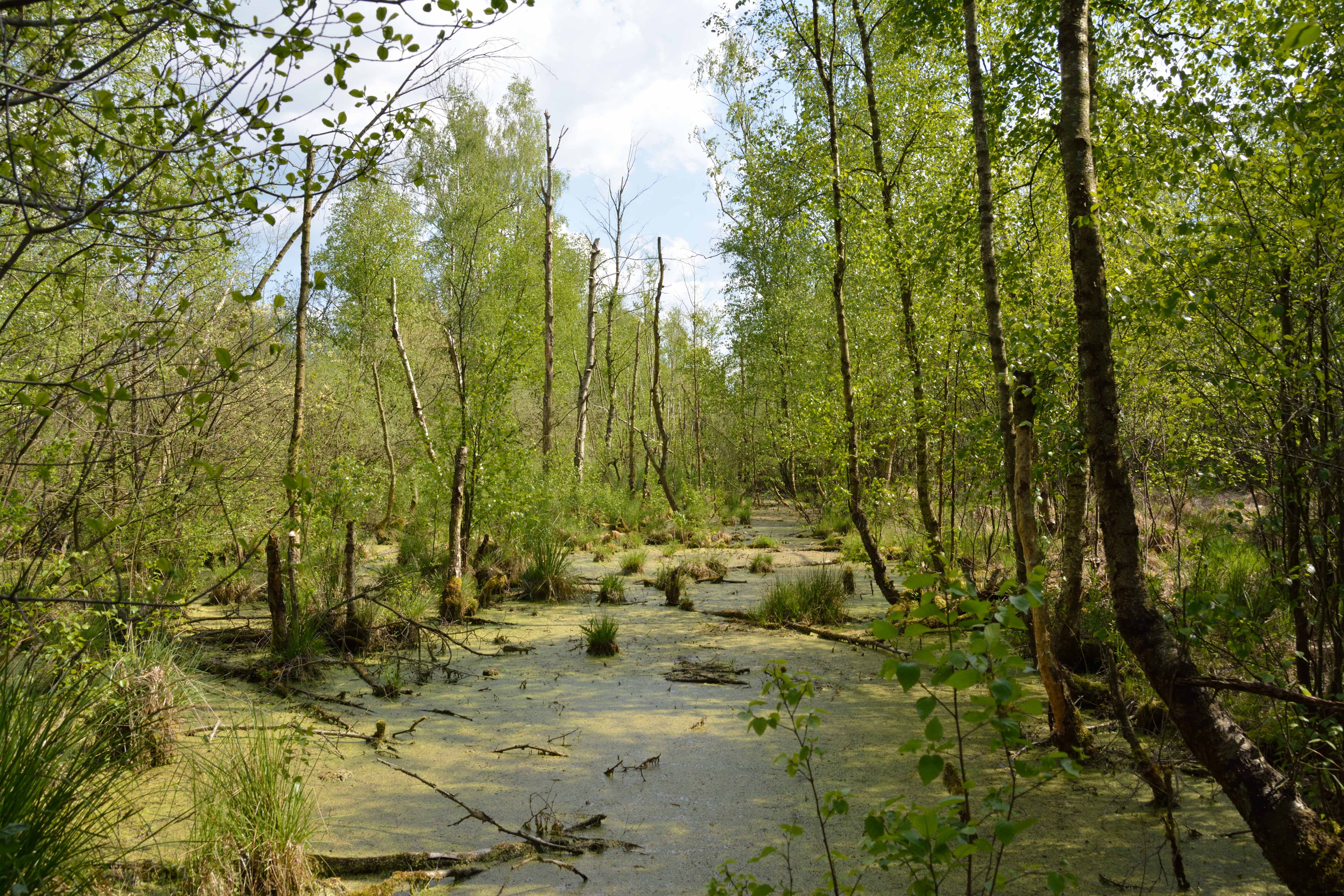
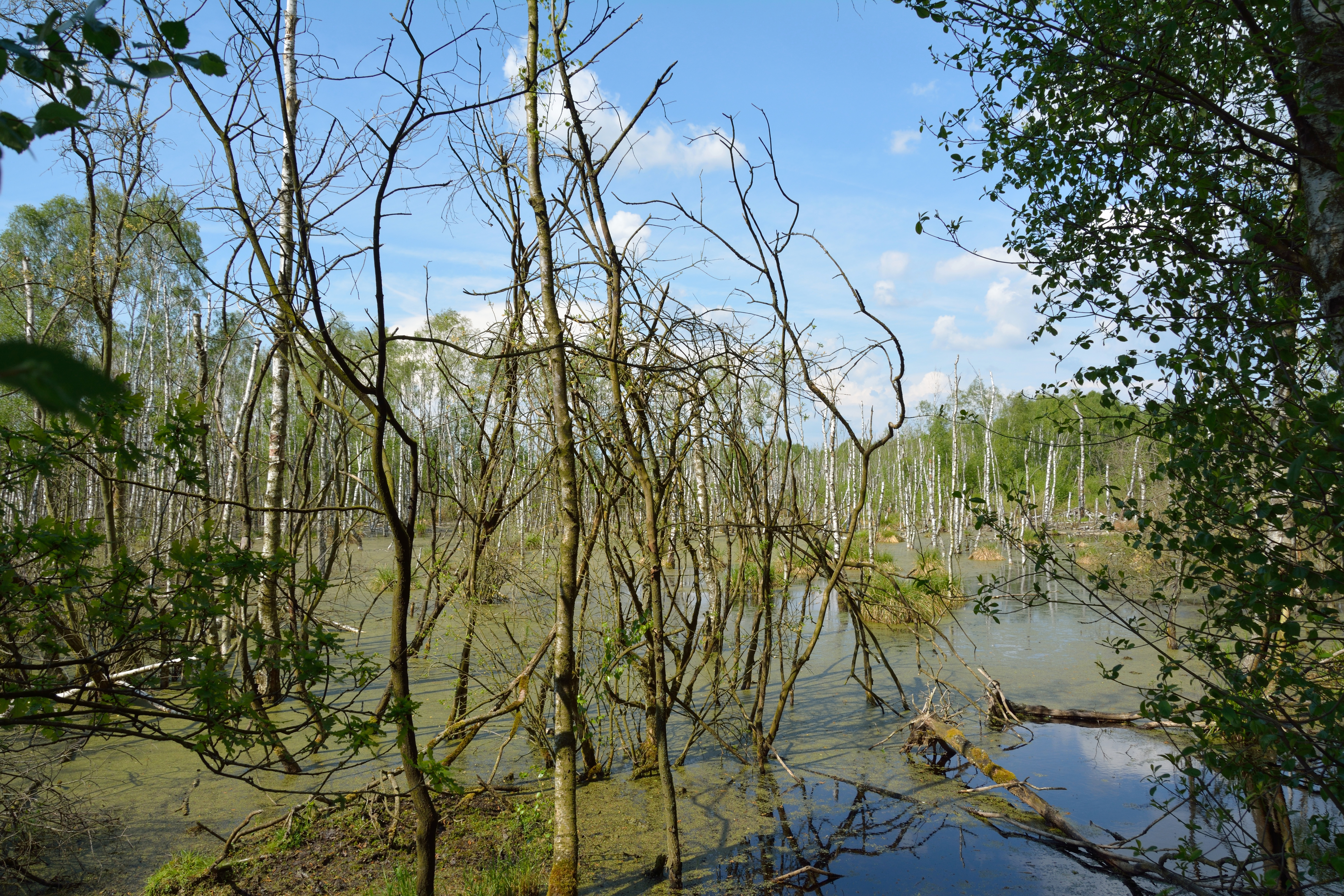
Wiedervernässter Birkenwald
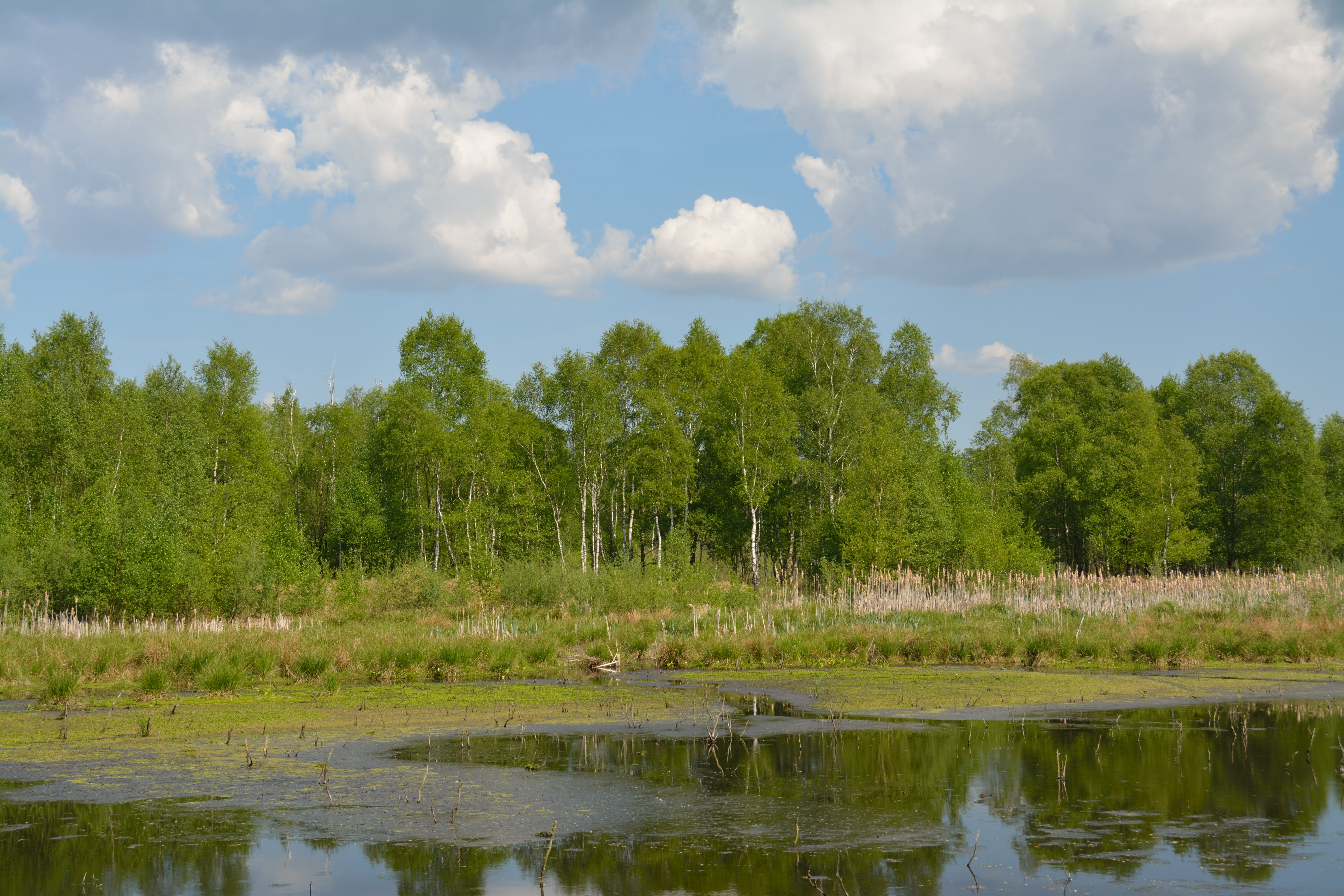
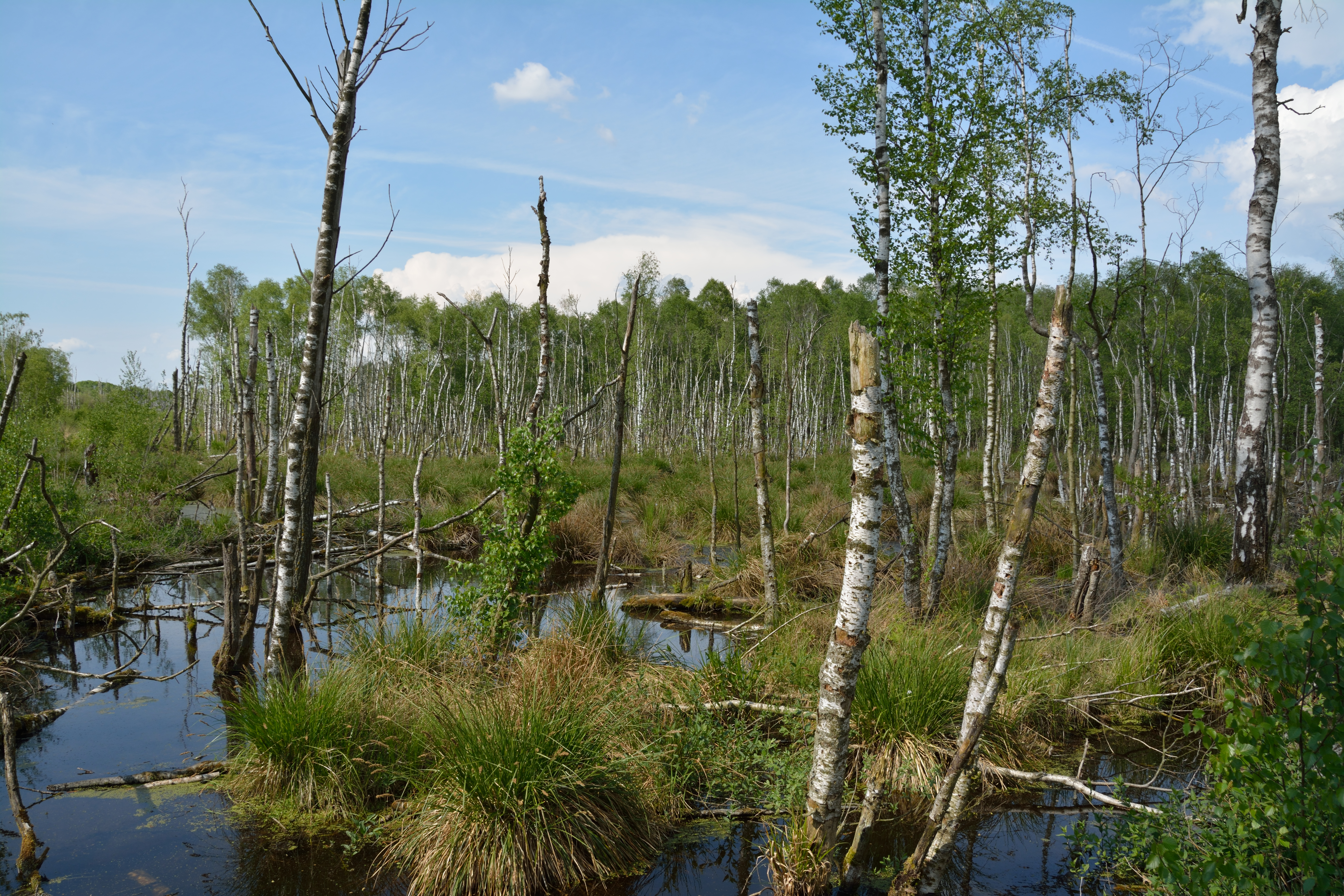
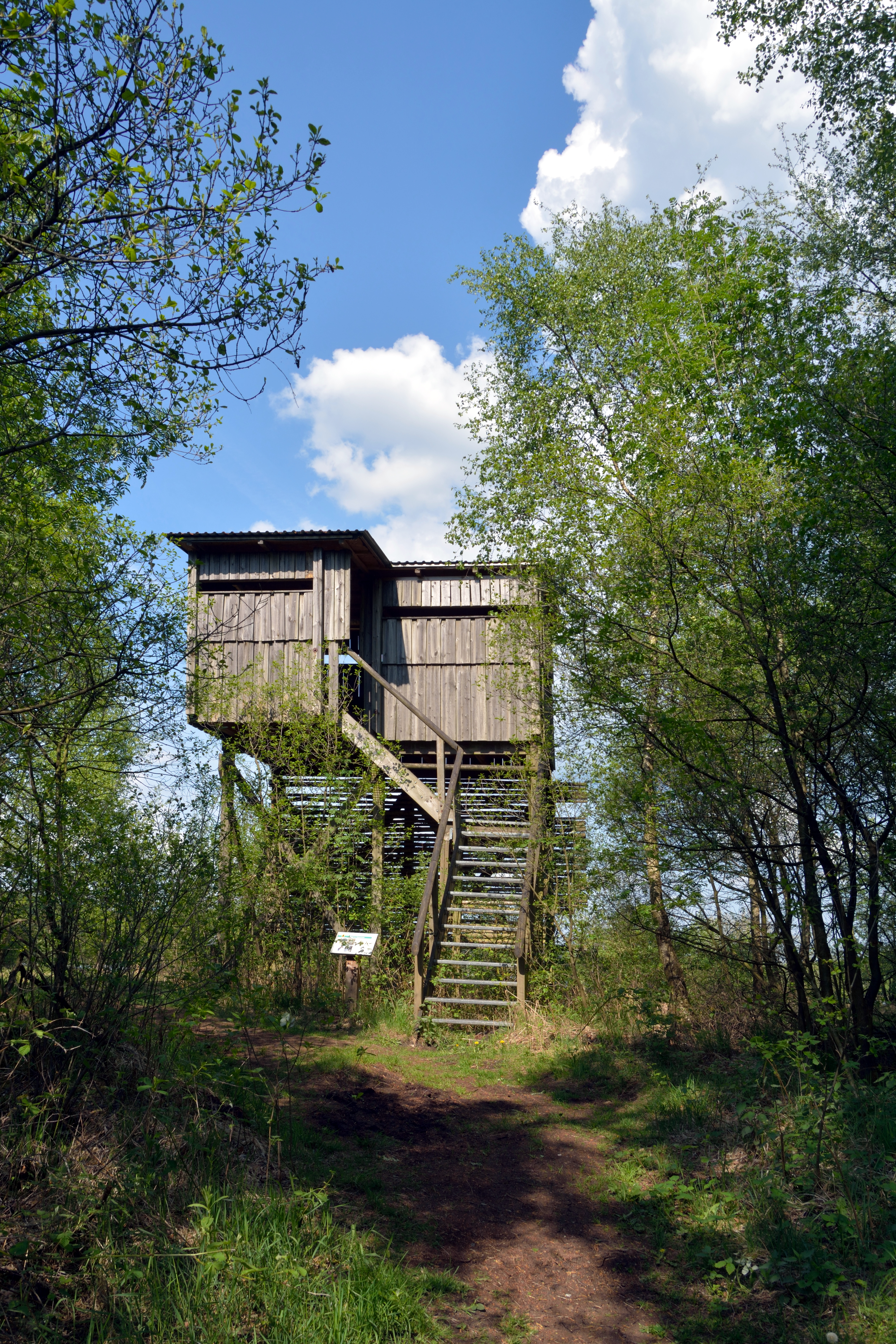
Beobachtungsturm